# Colostethus furviventris
Colostethus furviventris es una especie de anfibio anuro de la familia Dendrobatidae.

## Distribución geográfica
Esta especie es endémica del departamento de Antioquia en Colombia. Habita en Ituango a 1500 m de altitud en la Cordillera Occidental.

## Publicación original
- Rivero & Serna, 1991 : Tres nuevas especies de Colostethus (Amphibia, Dendrobatidae) de Colombia. Trianea, vol. 4, p. 481-495.[5]